# Carl Lumbye

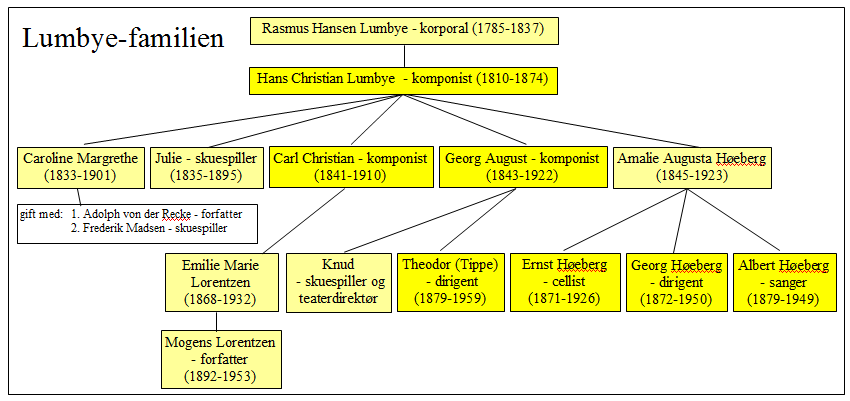
Genealogie van de familie Lumbye

Carl Christian Lumbye (Kopenhagen, 9 juli 1841 – aldaar, 10 augustus 1910) was een Deens componist, muziekpedagoog, dirigent en violist. Hij was een zoon van de componist en dirigent Hans Christian Lumbye en diens echtgenote Georgine M. H. Hoff. Zijn jongere broer Georg Lumbye was eveneens componist en dirigent. Verder waren zijn neven Tippe Lumbye en Georg Høeberg eveneens muzikanten en dirigenten.

## Levensloop
Lumbye kreeg vioolles van Ferdinand Stockmarr en muziektheorieles van Edvard Helsted in Kopenhagen. Al op 15-jarige leeftijd werd hij violist in het "Tivolis Koncertsals orkester", dat door zijn vader was opgericht en gedirigeerd werd. Al een jaar later trad hij op als kapelmeester bij diverse evenementen en dinerconcerten in Kopenhagen in instellingen zoals het "Odeon", "Aftenstjernen", "Casinomaskeraderne", "Alhambra" op. Verder verzorgde hij optredens tijdens de Concert de Boulevard. Hij werd in 1872 opvolger van zijn vader als dirigent van het "Tivolis Koncertsals orkester". In 1891 werd hij opgevolgd door zijn jongere broer Georg Lumbye. Van 1894 tot 1909 was hij dan dirigent van het Tivolis harmoniorkester
Hij was als muziek- en zangleraar verbonden aan verschillende openbare scholen in Kopenhagen.
Als Componist schreef hij werken voor orkest, harmonieorkest en volgde qua genre de voetstappen van zijn vader. Hij componeerde een aanzienlijk aantal van dans composities (marsen, polka's, walsen en galoppens).

## Composities

### Werken voor orkest
- 1879 Storfyrstinde Maria Feodorowna Polka
- 1888 Festpolonaise - gecomponeerd in aanleiding van het regeringsjubileum 15 november 1888
- 1891 Dagmar Marche
- 1891 Kong Georg d. 1stes Revue Marche
- 1892 Guldbryllups Festmarch - Deres Majestæter Kong Christian IX og Dronning Louise allerunderdanigst tilegnet
- 1893 Thora Polka
- Akrobat, galop
- Blandt Ænder og Høns, galop
- Camille, polka
- Cycle Galop
- Efrosyne, polka
- Minerva Galop
- Nic-Nac, polka
- Nina, polka mazurka
- Prins Karneval, galop
- Rus(sisk) Polka
- Studenter-tappenstreg
- Tivoli Jubilæums Galop
- Urania, polka mazurka

### Werken voor harmonieorkest
- 1864 Første Regiment, mars
- 1882 "National" Tappenstreg
- 1888 Festpolonaise - gecomponeerd in aanleiding van het regeringsjubileum 15 november 1888
- 1888 Nordisk Udstillingsmarch
- 1900 1900-march
- 1900 Christian IXs Revuemarcher
- Alexander d. IIIs Revue-Marche
- Alexander Galop
- Alle Ni, polka
- Brandesky Polka
- Efter XII - Polka
- Gardehusar March
- Hans Christian Galop
- Hellener Marche
- Hønsemarsch - opgedragen aan: "Foreningen til Fjerkræavlens Fremme"
- I Boulevarden, Polka
- I Møllen, Polka
- I Palmely, polka mazurka
- Kouponbogs-Polka
- Löweners Vélocipède-Galop
- Olaf March
- Salut a l’Escadre Française
- Simpelmeyer Polka
- Telefon-Galop
- Therese, polka mazurka
- Til Fødselsdagen, Polka
- Tivoli Polka

### Werken voor piano
- 1872 Formælings Tappenstreg - gecomponeerd ter herinnering aan het huwelijk van kroonprins Frederik VIII van Denemarken met kroonprinses Louise van Zweden op 28 juli 1869
- 1879 Kimberley Diamant Marche
- 1894 Alex Galop
- Anna de Blanck Polka
- Café Boulevard Tappenstreg, polka
- Carl Lumbyes Dandse Album, nr. 2
  1. Emilie Vals
  2. Une nuit masquée de Casino
  3. Elisabeth Galop
  4. Albert Polka
- Carl Lumbyes Dandse Album, nr. 3
  1. Nordisk Qvadrille
  2. Talus Galop
  3. Johan Polka
  4. Augusta Polka
- Caroline Polka
- Cavaleer-Polka
- En avant, polka
- Euphrosyne-Polka
- Fest-Marsch
- Fredrik-Polka
- Hilsen til Nykjöbings Damer, polka
- I en Fart, galop
- Julie, polka mazurka
- Kathinka-Galop
- L'amant d'Amanda, galop
- Marie Kröyer Polka
- Marie Louise Polka
- Nutids Polka
- Signe, polka mazurka
- Teatre du Boulevard Marsch
- Under Linden Polka
- Ursula Polka
- Velkomsthilsen til Publicum, galop
- Vinterblomster, fire lette Dandse
- Vive la danse, galop